# John Jameson
John Jameson, född 1740, avliden 1823, var en whiskyfabrikör från Skottland som omkring 1770 flyttade till Irland. Han köpte 1780 Bow Street Distillery i Dublin där han började producera Jameson.